# Nicolas Barré
Nicolas Barré (Amiens, 21 d'octubre de 1621 - París, 31 de maig de 1686) fou un religiós francès, frare de l'Orde dels Mínims, fundador de la congregació de les Religioses de l'Infant Jesús. És venerat com a beat per l'Església catòlica.

## Biografia
Nascut a Amiens, hi estudià al col·legi de la Companyia de Jesús. L'octubre de 1640 decidí d'abraçar la vida religiosa i ingressà a l'Orde dels Mínims, i hi professà el 31 de gener de 1641. En 1645 s'ordenà sacerdot i ensenyà teologia al convent del seu orde de la Place Royale de París. En 1647 va pensar de fundar un institut de dones que ensenyessin gratuïtament als nens pobres, i començà a promoure la fundació d'escoles.
Barré dugué a terme el seu projecte a partir d'una comunitat de dones professores de Rouen, la majoria aristòcrates de la ciutat. En 1666 es transformà en congregació religiosa, i en 1674 Barré fundà per formar-les el seminari de la Rue de Saint-Maur, a París. L'institut prengué el nom de Dames de Saint-Maur, després Germanes de l'Infant Jesús.
Barré morí al convent de la Place Royale de París en 1686.

## Veneració
El 21 de març del 1983, el papa Joan Pau II va declarar-lo venerable; el mateix papa el beatificà a Roma el 7 de març del 1999. La seva festivitat és el 21 d'octubre.